# Kieran O’Brien
Kieran O’Brien (* 1973 in Rochdale, Greater Manchester, England) ist ein britischer Schauspieler.

## Leben und Wirken
Als Star der BBC-Fernsehserie Gruey – Der Held, der immer fällt war er erst 15 Jahre alt. Bekannt wurde er mit Coronation Street und Children’s Ward, vor allem aber als Mark Fitzgerald, Sohn von Robbie Coltrane in Für alle Fälle Fitz (1993 bis 2006). Weitere Auftritte hatte er in Jason und der Kampf um das goldene Vlies und Band of Brothers sowie als Eric Metcalfe in der Krimireihe Messiah.
1999 war O’Brien im Kinofilm Virtual Sexuality nackt zu sehen und sorgte 2005 für einen Skandal, als er in Michael Winterbottoms Film 9 Songs beim explizit gefilmten Sex mit seiner Filmpartnerin Margo Stilley gezeigt wurde. Auf diesen Film folgte eine Rolle als Off-Sprecher in Winterbottoms The Road to Guantanamo, die Serie Totally Frank und die Filme Goal! und Goal 2.

## Filmografie (Auswahl)
- 1990–1991: Children’s Ward
- 1990–1993: Coronation Street
- 1993–1995: Für alle Fälle Fitz (Cracker)
- 1999: Virtual Sexuality
- 2000: Jason und der Kampf um das Goldene Vlies (Jason and the Argonauts)
- 2001: Messias (Messiah)
- 2001: Band of Brothers – Wir waren wie Brüder (Band of Brothers)
- 2004: 9 Songs
- 2005: Goal – Lebe deinen Traum (Goal! The Dream Begins)
- 2005: New Tricks – Die Krimispezialisten (New Tricks, Fernsehserie, 1 Folge)
- 2005–2006: Totally Frank
- 2006: The Road to Guantanamo
- 2006: Goal II – Der Traum ist real! (Goal II – Living the Dream!)
- 2011: Vera – Ein ganz spezieller Fall (Vera, Fernsehserie, 1 Folge)
- 2014: Grantchester (Fernsehserie, 1 Folge)
- 2014: Silk – Roben aus Seide (Silk, Fernsehserie, 3 Folgen)
- 2022: Andor (Fernsehserie, 2 Episoden)